# Yann Bonnet
Pour les articles homonymes, voir Bonnet.
Yann Bonnet, né en 1981 à Nantes, est un spécialiste des transformations numériques.
Directeur général délégué du Campus Cyber, il est également membre du groupe d'experts de haut niveau sur l'intelligence artificielle de la Commission européenne et enseignant à Sciences Po Paris.
Il a été identifié comme une des personnalités européennes du numérique,.

## Carrière
En 2013, Yann Bonnet est nommé Rapporteur général  du Conseil national du numérique, puis Secrétaire général, de 2015 à mai 2018.
En 2014, il a été chargé de la concertation nationale « Ambition numérique » lancée par le Premier ministre. Cette initiative a eu comme résultat la loi République Numérique portée par Axelle Lemaire. Elle y consacre l’ouverture par défaut des données publiques, la neutralité du net, une obligation de loyauté des plateformes en ligne, une protection pour les lanceurs d'alerte,, ainsi qu’une protection accrue pour les données personnelles et renforce le droit à la portabilité des données.
En 2016, il contribue aux travaux du CSA Lab, comité de réflexion prospective sur les enjeux de l'audiovisuel.
En 2017, il a accompagné Cédric Villani dans sa mission sur l'intelligence artificielle confiée par le Premier Ministre.  Le rapport de la mission a permis de définir la stratégie de la France sur l'IA présentée par le Président de la République, Emmanuel Macron.
En 2018, il est nommé Directeur de cabinet du directeur général de l'Agence nationale de la sécurité des systèmes d'information, Guillaume Poupard, jusqu'en 2021. Il a été sélectionné par le Département d'État américain pour participer au programme International Visitor Leadership Program sur les enjeux de l'IA, de la Privacy et de la cybersécurité.
En 2019 et 2020, il contribue aux travaux du groupe d'experts de haut niveau en IA de la Commission européenne concernant les enjeux éthiques, de politique publique et d'investissement.  
Il accompagne Michel Van Den Berghe dans sa mission, de création d'un Campus Cyber, confiée par le Premier ministre. Il devient le directeur général délégué du campus à son lancement. 

## Prise de positions
Il a pris position concernant l'importance de l'open science, de l'open source pour un gouvernement ouvert,,,, de ne pas affaiblir le chiffrement,,, et d'une convergence des transitions écologique et numérique.
Il intervient dans les médias concernant des enjeux de la transformation numérique, notamment sur la fiscalité numérique,, les géants du numérique, la transformation numérique de l'État,, les réseaux sociaux, la neutralité des plateformes,, et le marché numérique européen,.
Il a été invité pour intervenir sur les enjeux du numérique par l'ONU,,, l'OCDE,, le parlement européen et la Banque Mondiale.
Il est auteur ou co-auteur de publications concernant le numérique,